# Жиф-сюр-Іветт (кантон)
Жиф-сюр-Іве́тт (фр. Gif-sur-Yvette) — кантон у Франції, в департаменті Ессонн регіону Іль-де-Франс.

## Склад кантону
Кантон включає в себе 1 муніципалітет:
| Муніципалітет | Площа | Населення, осіб | Рік  |
| ------------- | ----- | --------------- | ---- |
| Жиф-сюр-Іветт | 11,60 | 21736           | 2007 |

## Консули кантону
| Період    | Консул          | Посада                                 |
| --------- | --------------- | -------------------------------------- |
| 1976—1998 | Michel Pelchat  | Перший заступник генерального консула  |
| 1998—2004 | Louis Sangouard | Член ради муніципалітету Жиф-сюр-Іветт |
| 2004—2011 | Michel Bournat  | Мер муніципалітету Жиф-сюр-Іветт       |

| Франція | Це незавершена стаття з географії Франції. Ви можете допомогти проєкту, виправивши або дописавши її. |